# Marc Ferro
Marc Ferro (París, 24 de diciembre de 1924-Maisons-Laffitte, 21 de abril de 2021) fue un historiador y cineasta francés. Su estudio se centró en la historia europea de principios del siglo XX, especialmente en la historia de la URSS, así como la historia del cine. Fue Director de Estudios en Ciencias Sociales en la Escuela de Estudios Superiores en Ciencias Sociales. Fue codirector de la revista Annales. También ha dirigido y presentado documentales televisivos sobre el ascenso del nazismo, la dinastía Románov, Lenin y la Revolución rusa, así como de la representación de la historia en el cine.

## Las incertidumbres sobre el caso Romanov
Es el autor de una biografía sobre Nicolás II de Rusia publicada en 1990 y traducida a varios idiomas, pero prohibida en Ekaterimburgo. En su último capítulo, el libro evoca nuevos elementos, como el informe íntegro del juez Sokolov y archivos diplomáticos europeos posteriores a julio de 1918, donde se afirma que la matanza de toda la familia Romanov en Ekaterimburgo no se probó, tal vez solo Nicolás y su hijo Alekséi murieron en Ekaterimburgo. Según Ferro, la emperatriz y sus cuatro hijas fueron evacuados a Perm gracias a acuerdos entre Alemania, España y el Vaticano.
Las grandes duquesas Olga y María vivieron varias décadas y se mantuvieron en contacto. En 2009 se reeditó la biografía de Nicolás y se planteó la hipótesis de que tampoco el zarevich murió y fue rescatado de Ekaterimburgo. María se casó con el príncipe ucraniano Nicolás Dolgorouky y vivió en varios países con una identidad falsa. Ferro también apoyó la teoría de que Anna Anderson sería Anastasia. Todo lo tratado en su último libro, publicado en 2012, La verité sur la tragédie des Romanov. El autor hizo especial hincapié en el telegrama que la princesa heredera consorte de Suecia Margarita envió a Victoria, indicando a finales de septiembre de 1918 que había recibido noticias de Ernesto de Hesse (hermano de la zarina): «Alix y los niños están vivos».

## Distinciones
- Oficial de la Ordre national du Mérite (Orden nacional del Mérito)
- Oficial de la Orden de las Palmas Académicas
- Caballero de las Artes y las Letras
- Premio de la villa de París de película histórica, 1975
- Premio Clio, 1988
- Premio Europe, 1994

Doctor honoris causa:
- Universidad de Moscú, 1998
- Universidad de Burdeos, 2003
- Universidad de Chile, 2006[3]